# Karl-August Fagerholm

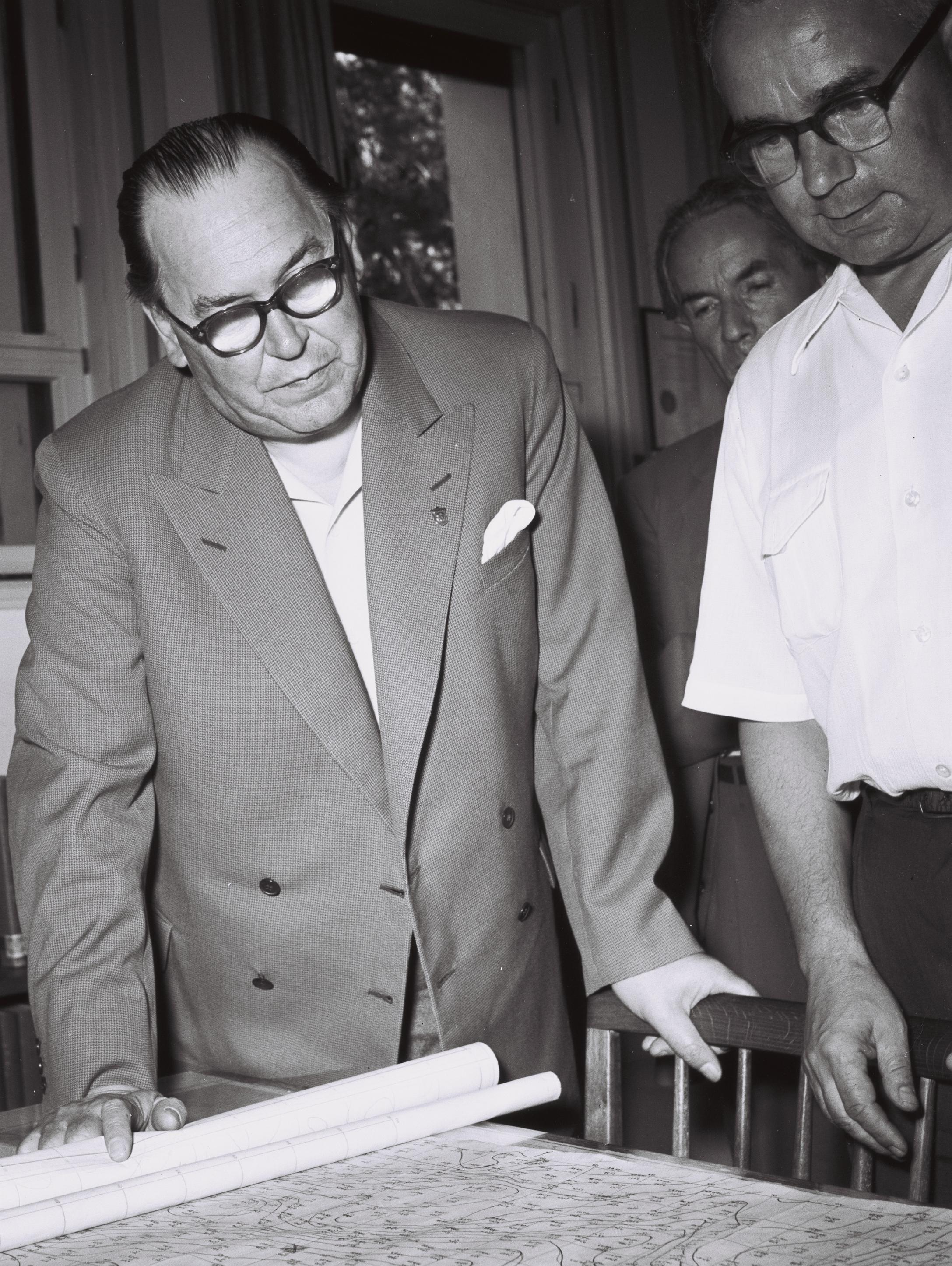
Karl-August Fagerholm, voorzitter van het Finse Parlement, tijdens een bezoek aan Weizmann Instituut der Wetenschappen, in Rehovot, Israël. September, 1955.

Karl-August Fagerholm (Siuntio, 31 december 1901 - Helsinki, 22 mei 1984) was een Fins politicus.

## Levensloop
Fagerholm was van 1920 tot 1923 voorzitter van de Kappersvakbond. In 1930 werd hij voor de Sociaaldemocratische Partij (SDP) in de Eduskunta (parlement van Finland) gekozen. Door ingrijpen van de extreemrechtse Lapua beweging was er in 1929 een cordon sanitaire opgericht om de sociaaldemocraten buiten de regering te houden. In 1937 werd dit cordon sanitair opgeheven (de Lapua beweging was inmiddels verboden) en in 1937 werd Fagerholm minister van Sociale Zaken in de regering van premier Aimo Kaarlo Cajander. 
Fagerholm, een Zweedstalige Fin, was voorstander van nauwe samenwerking met de Scandinavische staten en met Zweden in het bijzonder. Fagerholm, zoals veel Finnen, was bezorgd voor een eventuele Sovjet-Russische aanval op het neutrale Finland. Nauwe banden met de Scandinavische buurlanden en een militaire alliantie met Zweden zouden de Finnen in geval van oorlog kunnen helpen. Uiteindelijk bleven de betrekkingen met Zweden koel en zat een militaire alliantie tussen Finland en Zweden er niet in. De Winteroorlog (1939-1940) met de Sovjet-Unie was voor veel Finnen het bewijs dat de Scandinavisch gerichte politiek was gefaald. In 1941 brak de Vervolgoorlog tegen de Sovjet-Unie uit. De rol van Fagerholm was voorlopig uitgespeeld. Toch bleef hij tot 1943 minister van Sociale Zaken.
In september 1944 werd er een wapenstilstand met de Sovjet-Unie gesloten. Een nieuw kabinet onder leiding van Juho Kusti Paasikivi trad aan. Fagerholm nam het voorzitterschap van de sociaaldemocratische leider Väinö Tanner (voorstander van de Vervolgoorlog) over. Van 1945 tot 1947 was hij voorzitter van het parlement (Eduskunta).
Na de oorlog werd Fagerholm aanvankelijk door de Sovjets gezien als een plooibaar politicus. Na de verkiezingen van 1948 werd Fagerholm minister-president van een minderheidsregering waarin geen communisten waren opgenomen. Fagerholms Scandinavische en westerse gerichtheid was echter een doorn in het oog van de Sovjet-Unie. Finlands toetreding tot het General Agreement on Tariffs and Trade (1949) werd door de Russen min of meer afgekeurd. Op het laatst werd hij er door de Russen van beschuldigd Finland te willen laten toetreden tot de NAVO.
In 1950 viel Fagerholms eerste kabinet en trad Urho Kekkonen aan als premier. Van 1950 tot 1956 was hij opnieuw voorzitter van de Eduskunta. In 1956 was hij presidentskandidaat. Hij nam het op tegen Kekkonen, die echter met één stem meer tot president werd gekozen. Op 17 februari 1956 volgde hij Kekkonen - nu immers president - op als premier. Tijdens zijn tweede ambtstermijn bezocht hij de Sovjet-Unie en trad er een ontspanning op tussen Moskou en Fagerholm. In 1957 brak er een ernstig conflict uit binnen de Sociaaldemocratische Partij toen Väinö Tanner opnieuw tot voorzitter van de partij werd gekozen. Binnen de SDP, maar ook binnen de regering ontstonden twee blokken, een pro-Tanner-blok en een pro-Skog-blok onder Emil Skog, de minister van Defensie. Fagerholm diende zijn ontslag in als premier (maart 1957) omdat hij de tweespalt onder SDP-leden binnen de regering gevaarlijk vond. President Kekkonen zorgde er echter voor dat Fagerholm zijn beslissing herriep. Uiteindelijk viel het kabinet alsnog na meningsverschillen tussen de twee voornaamste coalitiepartners, de Finse Agrarische Partij en de SDP. 
In 1957 was Fagerholm voor de derde maal voorzitter van de Eduskunta. Na de verkiezingen van juli 1958 - die onfortuinlijk verliepen voor de SDP, en winst brachten voor de communistische Volksdemocratische Partij (SKDL) - vormde Fagerholm een brede coalitieregering bestaande uit de SDP, de Finse Agrarische Partij, de Nationale Coalitiepartij, de Finse Volkspartij en de Zweedse Volkspartij. Fagerholms goede en nauwe betrekkingen met de staten van de Noordse Raad (Scandinavië) en de Verenigde Staten, maar vooral het feit dat er geen communisten in de regering zaten in Fagerholms regering haalden de woede op de hals van de USSR. Er werden sancties ingesteld - ook op economisch gebied - en in november traden de 5 agrariërs uit de regering, omdat zij goede betrekkingen met de Sovjet-Unie wensten. Dit leidde tot Fagerholms ontslag op 14 december 1958. In januari 1959 reisde president Kekkonen naar Moskou om de situatie te bespreken. Uiteindelijk benoemde Kekkonen de agrariër Väinö Johannes Sukselainen tot premier. De sancties van Sovjetzijde werden toen opgeheven.
Na zijn aftreden als premier bleef Karl-August Fagerholm politiek actief. Na zijn aftreden was hij nog tweemaal voorzitter van de Eduskunta (1958-1961, 1965).
Karl-August Fagerholm overleed op 82-jarige leeftijd.